# ゲラルダス・ファン・デル・レーウ
ゲラルダス・ファン・デル・レーウ（ドイツ語: Gerardus van der Leeuw、1890年3月18日 - 1950年11月18日）は、オランダの神学者・宗教現象学者・宗教史学者。

## 経歴
出生から修学期
1890年、ハーグで税関官吏の子として生まれた。ギムナジウムを卒業後、ライデン大学神学科に進んで古代エジプト語を習得。卒業後はベルリン大学でエジプト学を、ゲッティンゲン大学で宗教史学・神学を学び、古代エジプトについての論文で学位を得た。
宗教学者として
1918年、28歳の時からフローニンゲン大学で教鞭をとった。宗教学のみならず様々な分野に精通し、1945年から1946年まで、オランダの文部大臣を務めた。1950年9月、第7回国際宗教学宗教史学会の会長に推されたが、直後に急病で倒れ、ユトレヒト大学病院で亡くなった。

## 研究内容・業績
哲学において提唱されていた現象学的手法を宗教学に応用して宗教現象学を確立。その著作『宗教現象学入門』『宗教現象学』は宗教現象学における古典となっている。
同じく宗教現象学者であるミルチャ・エリアーデはファン・デル・レーウの『芸術と聖なるもの』(Vom Heiligen in der Kunst) に寄せた序文の中で、ファン・デル・レーウをレオナルド・ダ・ヴィンチやミケランジェロなどの「百科全書的」「万能」な人間像と対比させ、その業績が世間に知れ渡っていないのはその多面的な活動と著作の恐るべき多様性が原因であるとしている。

## 著作
日本語訳された著書
- 『宗教現象学入門』田丸徳善・大竹みよ子訳、東京大学出版会 1979
- 『芸術と聖なるもの』小倉重夫訳、せりか書房 1980